# Merciless Records
Merciless Records ist ein deutsches Plattenlabel und Mailorder mit Sitz in Arnstein. Benannt wurde es nach der schwedischen Death-/Thrash-Metal-Band Merciless.

## Geschichte
Der Mailorder wurde von Volker Schwechheimer Mitte des Jahres 1989 gegründet, da die von ihm gewünschten Alben nicht, beziehungsweise nur zu hohen Preisen, im Handel oder den damals etablierten Mailordern verfügbar waren. Um Veröffentlichungen günstiger zu erhalten, schrieb er daher die betroffenen Bands und Labels an und nahm jeweils mehrere Exemplare mit Mengenrabatt ab, die er dann wiederum im Bekanntenkreis und auf Konzerten weiterverkaufte. Als Start des Mailorders sieht Schwechheimer das Verteilen kopierter Listen mit bei ihm verfügbaren Titeln. Zudem erweiterte er seine Aktivitäten hin zu einem eigenständigen Label, um so mit anderen Plattenfirmen Tauschhandel betreiben und seine „eigene Begierde nach mehr Metal-Stoff […] befriedigen“ zu können. Musikalisch konzentrierte sich das Label zu Beginn auf die zweite Welle des Black Metal Anfang der 1990er-Jahre, hilfreich war hierbei die Freundschaft mit der Band Ungod aus dem nahegelegenen Gochsheim. So konnten rasch Kontakte zu Martyrium und später auch Desaster geknüpft werden, Alben dieser drei Bands stellten auch die ersten Veröffentlichungen des Labels dar. Pläne, Merciless Records „im großen Stil aufzuziehen“, wurden von Schwechheimer Mitte der 1990er-Jahre aufgrund der wachsenden Belastung wieder verworfen, stattdessen ruhten die Aktivitäten des Labels einige Jahre später für eine gewisse Zeit vollständig.

„Letztendlich […] [konnte ich] kaum mehr Zeit aufwenden, um mich dem zu widmen, was den Kern von Merciless Records ausmacht, nämlich die Veröffentlichung kreativer Metal-Bands. […] [Ich habe] einen radikalen Schnitt vollzogen und erst mal hingeschmissen, um alles wieder neu zu ordnen.“

Bis Mitte 2011 veröffentlichte Merciless Records daher in etwa 18 Jahren des Bestehens gerade einmal 24 Alben (EPs, Singles und Lizenzpressungen ausgenommen). Mit Wiederaufnahme der Label-Aktivitäten hat sich die stilistische Bandbreite der veröffentlichten Bands erweitert. Neben traditionellem Death, Thrash, und Black Metal sind einige Veröffentlichungen so zum Beispiel auch dem Doom Metal und experimentellerer Musik zuzuordnen.
Merciless Records übernahm Ende der 1990er-Jahre auch die Produktion und den Vertrieb von Veröffentlichungen des Labels Breath of Night Records. Dessen Gründer Andrew Jay „Akhenaten“ Harris, der als Musiker vor allem bei der Black-Metal-Band Judas Iscariot aktiv war, sah sich selbst nur noch als Entdecker interessanter Bands und Mittler zwischen diesen und Merciless Records. Darüber hinaus veröffentlichte das Label auch Alben weiterer Bands unter Lizenz anderer Plattenfirmen als Schallplatten, darunter Deceased..., Deranged, Impaled, Limbonic Art, Rotten Sound, Serpent Obscene, Usurper und Witchery. Der label-eigene Mailorder nennt sich Metribution.com.

## Veröffentlichungen (Auswahl)
- 1996: Desaster · A Touch of Medieval Darkness
- 1998: Acheron · Necromanteion Communion (Single)
- 1998: Deströyer 666 · Satanic Speed Metal (EP)
- 1998: Mortem · The Devil Speaks in Tongues
- 1998: Sadistic Intent/Ungod · Eternal Darkness/Phallus Cult (Split-Single)
- 1997: Desaster · Hellfire’s Dominion
- 1998: Scepter · I’m Going to Hell
- 1999: Desaster · Ten Years of Total Desaster (Kompilation)
- 2000: Triumphator · Wings of Antichrist
- 2001: Armagedda · The Final War Approaching
- 2002: Maze of Torment · Maze Bloody Maze (Single)
- 2002: NunSlaughter/Cianide · Nunslaughter / Cianide (Split-EP)
- 2003: Imperious Malevolence/Defeated Sanity · Live in Germany (Live-Split-EP)
- 2003: Scepter · Fucking Metal Motherfuckers
- 2008: Noneuclid · The Crawling Chaos
- 2008: Seamount · ntodrm

Breath of Night Records
- 1996: Judas Iscariot · Arise, My Lord … (EP)
- 1996: Melechesh · As Jerusalem Burns … Al’Intisar
- 2002: Krieg · Kill Yourself or Someone You Love (Live-EP)
- 2004: Evocation · Evocation (Kompilation)